# Hipokretyna

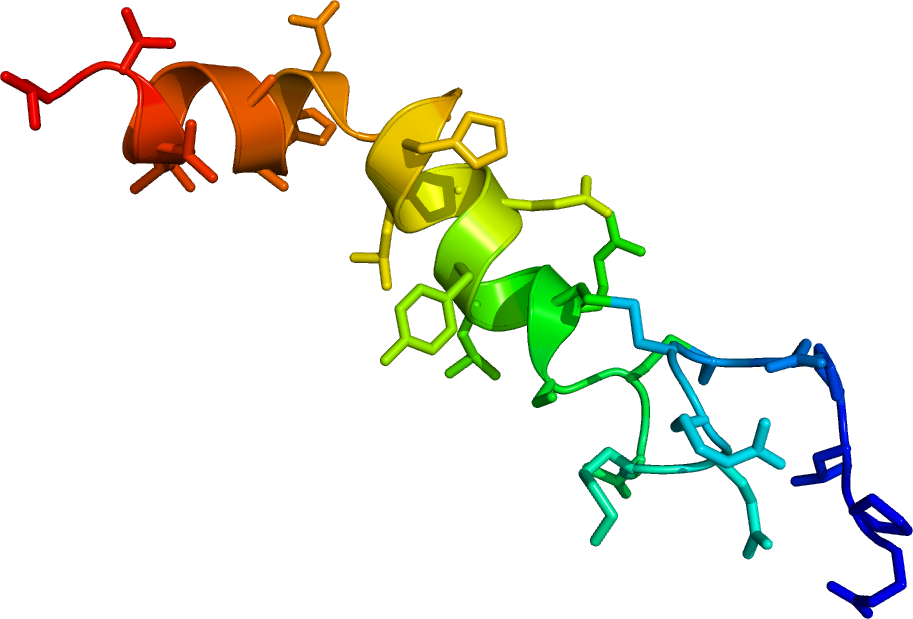
Model wstążkowy struktury oreksyny A

Hipokretyna, oreksyna – neuropeptyd wytwarzany przez grupę neuronów znajdujących się w podwzgórzu i pniu mózgu a jej receptory znajdują się w różnych regionach mózgu. Jej zadaniem jest regulacja, kiedy stan snu oraz czuwania jest stosowny dla organizmu w interakcji z systemem regulującym emocje (unikanie zagrożenia), nagrodę i równowagę energetyczną organizmu. Utrata neuronów produkujących ten neuroprzekaźnik prowadzi do zaburzeń koncentracji uwagi oraz narkolepsji.
W badaniach współfinansowanych przez Agencję Zaawansowanych Projektów Badawczych Departamentu Obrony USA (ang. Defense Advanced Research Projects Agency, DARPA) stwierdzono u wyspanych rezusów (Macaca mulatta), że oreksyna podana dożylnie powoduje osłabienie funkcji poznawczych, w przeciwieństwie do podania rozpylonego roztworu do nosa. Podanie dożylne powoduje zmniejszenie upośledzenia funkcji poznawczych u rezusów pozbawionych snu przez okres 30–36 godzin, a podanie donosowe powoduje całkowite zniesienie efektu niewyspania. U myszy (Mus musculus) oreksyna, razem z przedłużającym się okresem pozbawienia snu, zwiększa poziom β-amyloidu, którego płytki występują w chorobie Alzheimera.
Nazwa hipokretyna pochodzi od miejsca produkcji w podwzgórzu (łac. i ang. hypothalamus) oraz podobieństwa budowy do innego hormonu – sekretyny. Nazwa oreksyna ma natomiast odzwierciedlać stymulowanie apetytu, chociaż po pierwszych badaniach okazało się, że stymulacja apetytu jest powodowana poprzez podtrzymywanie stanu czuwania.